# Aérospatiale 332 Super Puma
AS 332 Super Puma is een  tweemotorige civile transporthelikopter. Het toestel werd onder andere veel gebruikt voor het bevoorraden van olieplatforms.

## Geschiedenis
In 1965 werd de SA 330 Puma helikopter ontwikkeld, bestemd voor middelzware tactische ondersteuning. De helikopter was vooral bedoeld voor het vervoer van militairen en materieel in de gevechtszone. Later werd het ontwerp van de Puma in 1978 aangepast (verlengd en verzwaard) en het resultaat werd de AS 332 Super Puma.

## Gegevens van AS 332L1
- Turboméca Makila 1A1 turbines 1184kW elk.
- klimsnelheid 7,77 m/s
- vliegplafond 4600 m
- reikwijdte 870 km
- gewicht leeg 4460 kg, max 8600 kg
- kruisnelheid 266 km/h
- rotordiameter 15.6m* romplengte 16.29 m
- hoogte 4.92 m

## Modellen
- AS 332 C
- AS 332L1
- AS 332l2